# Tenexamel
Tenexamel är en ort i Mexiko.   Den ligger i kommunen San Martín Chalchicuautla och delstaten San Luis Potosí, i den sydöstra delen av landet, 220 km norr om huvudstaden Mexico City. Tenexamel ligger 216 meter över havet och antalet invånare är 168.
Terrängen runt Tenexamel är huvudsakligen kuperad, men österut är den platt. Runt Tenexamel är det ganska tätbefolkat, med 80 invånare per kvadratkilometer. Närmaste större samhälle är Tamazunchale, 16,9 km sydväst om Tenexamel. I omgivningarna runt Tenexamel växer huvudsakligen savannskog.